# Calendrier byzantin

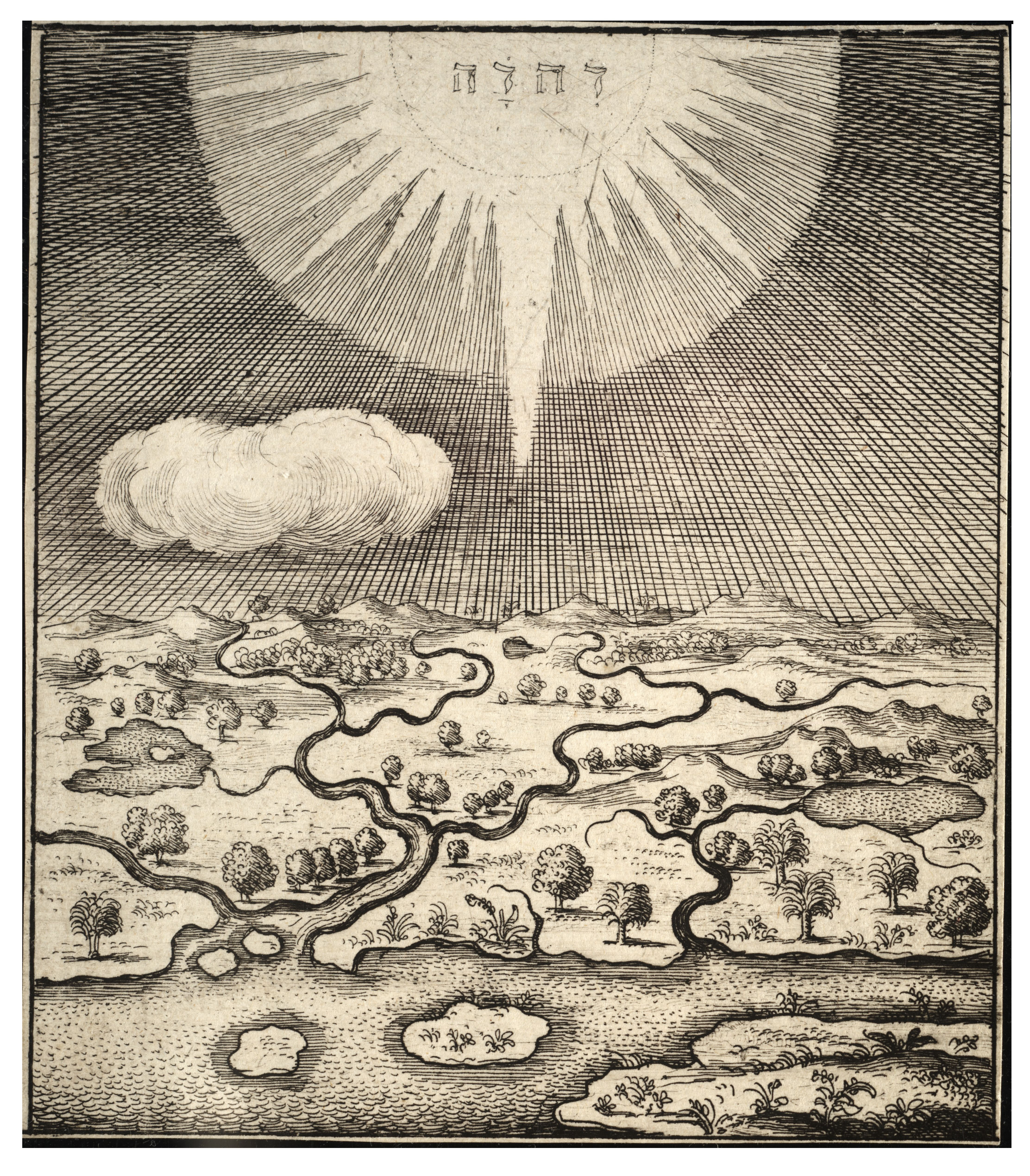
La création du monde selon le livre de la Genèse.

Le système de datation byzantine ou calendrier byzantin, aussi appelé « Ère de la création du monde » (en grec ancien :  Ἔτη Γενέσεως Κόσμου κατὰ Ῥωμαίους, Ἔτος Κτίσεως Κόσμου ou  Ἔτος Κόσμου) ou plus simplement « Ère byzantine », fut d’abord le calendrier utilisé par l’Église orthodoxe du patriarcat œcuménique de 691 à 1728 avant de devenir le calendrier officiel de l’Empire byzantin vers 988 jusqu’à la chute de Constantinople en 1453, ainsi que de la Rus’ kiévienne, puis de la Russie jusqu’à 1700.
Ce calendrier était basé sur le calendrier julien. Toutefois, l’année commençait le 1er septembre et l’année elle-même était numérotée selon l’ère de la Création du Monde (en latin : Anno Mundi ou Ab Origine Mundi, en abrégé AM) selon la version de la Bible dite des « Septante » pour laquelle le monde aurait été créé 5 509 ans avant la naissance de Jésus-Christ.
L’année 1, marquant la création du monde, se serait ainsi écoulée du 1er septembre 5509 av. J.-C. jusqu’au 31 août 5508 av. J.-C. du calendrier julien proleptique.

## Historique

### Premiers siècles chrétiens
Les méthodes étant utilisées par les Grecs et les Romains pour calculer le temps étant fonction de pratiques et coutumes païennes, les premiers chrétiens adoptèrent très tôt l’habitude juive de dater les années à partir de la création du monde. 
Le modèle biblique fait remonter la création du monde aux environs de 5500 av. J.-C. ou de 4000 av. J.-C. selon le calcul des généalogies que l’on retrouve dans la Genèse, premier livre de la Bible. Le modèle le plus ancien, remontant aux Père de l’Église et à l’ « ère byzantine » ou à son prédécesseur, l’« ère alexandrine » (voir ci-après), est basé sur la version des Septante. Les dates plus récentes sont basées sur l’archevêque James Ussher, primat de l’Église d’Irlande de 1625 à 1656, et le calendrier hébraïque basé sur le texte hébraïque massorétique.

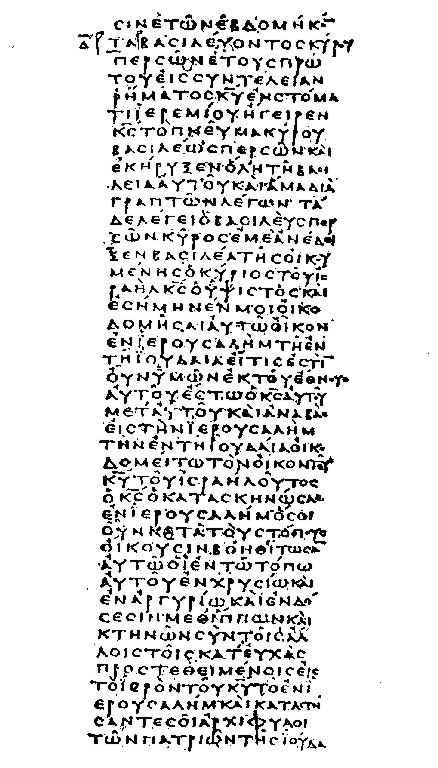
Fragment de la version des Septante de la Bible. Livre d’Esdras, d’après le Codex Vaticanus.

Les premières mentions que l’on trouve dans les textes chrétiens sur l’âge du monde apparaissent chez Théophile, sixième évêque d’Antioche, (115-181) dans son traité apologétique, Traité à Autolycus, ainsi que chez Sextus Julius Africanus (v. 160/180 - v. 240 ), auteur d’une chronologie de l'histoire du monde depuis la Création biblique jusqu'à son époque. Ces deux auteurs chrétiens se basant sur la version des Septante de l’Ancien Testament estimaient que le monde devait avoir environ 5 530 ans à la  naissance du Christ. Divers Pères de l’Église, comme Tatien le Syrien (né vers 110-120), Clément d’Alexandrie (vers 150 - vers 215), Hippolyte de Rome ((v. 170 – †235), Eusèbe de Césarée (vers 265 – 339), ont fait référence aux écrits d’auteurs de la période hellénistique qui s’étaient penchés sur la datation de divers évènements mentionnés dans la Bible.

### Ère alexandrine
Prédécesseur de l’ère byzantine, l’ère alexandrine apparut en 412, à la suite des travaux d’Hippolyte de Rome et de Clément d’Alexandrie. Celle-ci fixait la date de la création du monde au 25 mars 5493 av. J.-C.,.
Le moine égyptien Panodore, qui vécut aux environs de l’an 400, calcula que 5 904 ans s’étaient écoulés entre la création d’Adam et l’an 412. Le calcul de ces années commençait avec le 29 août, correspondant au 1er du mois de Thoth, premier mois du calendrier nilotique (correspondant aux mois de juillet-août et à la crue du Nil).
Toutefois, Annanios d’Alexandrie critiqua ce calcul comme se basant trop sur des sources païennes plutôt que sur des sources bibliques. Il élabora donc sa propre chronologie qui plaçait la création de 25 mars 5492 av. J.-C. Dans ce système, trois des principales dates de l’histoire de l’humanité se trouvaient à coïncider le 25 mars : la création du monde, l’annonciation de l’incarnation du Christ et sa résurrection.
L’ère alexandrine fut adoptée par plusieurs Pères de l’Église comme Maxime le Confesseur, Théophane le Confesseur, de même que par des chroniqueurs comme Georges le Syncelle. Son aspect mystique le rendit très populaire surtout dans les cercles monastiques de Byzance. Cependant, ce symbolisme se heurtait à deux obstacles de taille. La première concernait la date de la Résurrection telle que fixée par le comput de la date de Pâques; la deuxième était la contradiction avec l’évangile de saint Jean qui fixe la crucifixion au vendredi de la Pâque juive.

## L’indiction, l’ère du monde et leChronicon Paschale

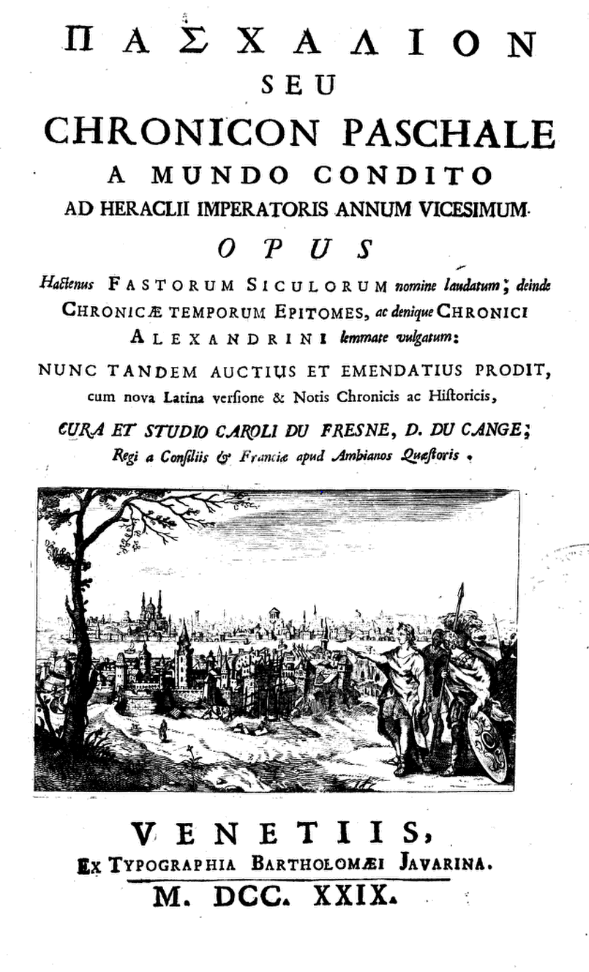
Exemplaire du Chronicon Paschale, édition vénitienne de 1729.

On ne sait qui créa l’expression « Ère du monde » (Ἔτος Κόσμου), ni quand elle fut créée. Elle apparait pour la première fois vers 638/639 dans un traité écrit par le « moine et prêtre » Georges qui mentionne dans son texte toutes les variantes de cette expression,. Pour lui, ce système avait l’avantage d’avoir en commun le début des cycles astronomique lunaire et solaire, ainsi que des « indictions », le système de datation en vigueur à Byzance depuis le VIe siècle. Il considérait qu’elle facilitait également la détermination de la date de Pâques.
Au départ, l’indiction romaine – du latin indictio, « annonce » –, correspondait à une imposition en nature, basée à la fin du IIIe siècle sur une évaluation fiscale devant être révisée tous les cinq ans. À partir de 312 apr. J.-C., l’empereur Constantin Ier fixa cette période à 15 ans et rendit obligatoire la mention de l'année de l’indiction, c’est-à-dire le numéro d'ordre de l’année dans le cycle, pour qu’un acte juridique soit valide. Par glissement de sens, le mot « indiction » cessa ainsi de désigner l’impôt lui-même pour signifier une période de 15 ans. Le premier jour de l’année commençait alors le 23 septembre, jour anniversaire de l’empereur César Auguste. Durant la deuxième moitié du Ve siècle, probablement en 462 apr. J.-C., cette date fut transférée au 1er septembre et le restera par la suite tout au long de la vie de l’empire. En 537, l’empereur Justinien dans sa Novelle (édit) 47 décréta que toutes les dates officielles devaient inclure mention de l’indiction.
Les années étaient ainsi numérotées de 1 à 15 dans chaque cycle d’indiction; toutefois, les cycles eux-mêmes n’étaient pas numérotés. Par exemple, « en la huitième indiction » signifie en fait « en la huitième année de l'indiction en cours », la première indiction commençant le 1er septembre 312. À notre époque, les cycles d'indiction commenceraient donc le 1er septembre 1977, 1992, 2007, 2022, 2037, 2052, etc. Pour calculer l’indiction selon notre ère, il faut ajouter 3 au total et diviser celui-ci par 15 allant au chiffre immédiatement supérieur aux fractions obtenues. Ainsi, le 1er septembre 2018 marquerait l’entrée dans l'année d'indiction 12 dans le cycle qui a commencé le 1er septembre 2007.
Une variation de l’ère du monde fut suggérée dans le Chronicon Pascale, chronique byzantine de l'histoire du monde utilisant un système de chronologie fondé sur le cycle pascal. Il fut élaboré vers l’an 630 par un représentant de la tradition d’Antioche. Cette chronologie se base sur les principaux personnages de la Bible ; il prend comme point de départ le 21 mars 5507 av. J.-C. et va jusqu’au règne d’Héraclius.
Avec quelques modifications (il différait de 16 ans de l’ère alexandrine et de 2 ans du Chronicon Pascale), le système de datation de l’ère byzantine fut fixé à partir de la deuxième moitié du VIIe siècle et fut connu en Europe occidentale. On trouve mention de cette ère dans des novelles (édits) d’empereurs byzantins datant de 947, 962, 964. Elle devint officielle à partir de Basile II en 988 et se répandra à travers tout l’Empire romain d’Orient. L’ère byzantine prenait pour point de départ le 1er septembre et fixait la création du monde en l’an 5509 avant l'ère chrétienne. 
Commençant avec la création du monde, le calendrier byzantin était identique au calendrier julien, introduit par Jules César en 46 av. J.-C. (708 depuis la fondation de Rome [en latin : ab Urbe condita ou AUC]) sauf pour les points suivants :
- Le nom des mois était traduit du latin vers le grec ;
- le premier jour de l’année était le 1er septembre de telle sorte que l’année civile et l’année religieuse s’étendaient du 1er septembre au 31 août ;
- les dates ne faisaient pratiquement jamais référence aux calendes, nones et ides des mois à la façon romaine, mais étaient numérotés à partir du 1er du mois à la manière grecque[13], syrienne[14] et égyptienne, etc.
- la première année était celle de la création, soit du 1er septembre 5509 av. J.-C. au 31 août 5508 av. J.-C., plutôt que celle de la fondation de Rome ; de plus, la numérotation en fonction des années d’indiction remplaça la mention des consuls en fonction.

Le jour intercalaire du calendrier byzantin s’obtenait de façon identique à celui de la version originelle du calendrier julien en doublant le sixième jour avant les calendes de mars, c.à.d. le 24 février (le 29 février devint la date fixe à la fin du Moyen Âge). 
Ce qui était devenu l’ère byzantine du monde devait progressivement être remplacée dans le monde orthodoxe par l’ère chrétienne, d’abord par le patriarche Théophane Ier Karykes en 1597, puis par le patriarche Cyril Lucaris en 1626 avant d’être formellement adopté par l’Église en 1728.
Lorsque la Rus’ kiévienne se convertit au christianisme sous l’influence de Byzance, elle hérita du calendrier orthodoxe de l’ère byzantine traduit en slavon. Après la chute de l’Empire byzantin en 1453, il continua à être utilisé jusqu’en 1700 après J.-C. lorsque Pierre le Grand adopta le calendrier julien. Ce dernier ordonna que le 1er janvier 7208 « depuis la création du monde » soit considéré comme le 1er janvier 1700 du calendrier julien et que l'année civile commence ce jour-là, au lieu du 1er mars. Il constitue encore la base des calendriers orthodoxes traditionnels où le mois de septembre 2000 commença l’année 7509 AM.
Pour traduire l’ère byzantine vers notre ère (selon le calendrier julien), il faut ajouter 5 509 ans de septembre à décembre et 5508 de janvier à août, puis convertir la date julienne en date grégorienne (en tenant compte du décalage progressif des dates d'un jour de plus tous les 100 ou 200 ans puisque ces deux derniers calendriers n'alignent pas leurs années bissextiles).

## Utilisation par quelques auteurs byzantins
À partir de 537 et l’édit de Justinien obligeant à inclure l’indiction dans les dates apparaissant sur les actes officiels, il devint important de mentionner à la fois la date de la création du monde, alors toujours en discussion, et l’année d’indiction qui était alors la mesure normale des ans.
On trouve ainsi dans les actes du concile Quinisexte tenu à Constantinople en 692 sous Justinien II : 
« […] À partir du quinzième jour du mois de janvier dernier, dans la quatrième indiction, en l’an six-mille-cent-quatre-vingt-dix... »
Au Xe siècle on trouve mention de l’ère byzantine dans des Novelles ou édits impériaux datant de 947, 962, 964 et 988, ainsi que dans les actes du patriarche Nicolas II Chrysobergès en 987.
Au siècle suivant, Jean Skylitzès (vers 1040-1118) utilisera souvent ce système de datation dans son œuvre Synopsis Historiarum (en grec Σύνοψις ἱστοριῶν / Synopsis historiôn), une chronique qui couvre la période allant de 811 à 1057 (dynasties amoriennes et macédonienne). Il se réfère ainsi à l’une des campagnes de Basile II :
« En l’an 6508 [notre an 1000], dans la treizième indiction, l’empereur envoya une puissante armée contre les positions fortifiées des Bulgares au plus loin des montagnes des Balkans. »
Skylitzès se réfère ici à la treizième année d’un cycle de taxation de 15 ans qui doit avoir commencé le 1er septembre 6495 AM. 
Nicétas Choniatès (vers 1155 – 1217), décrivant la chute de Constantinople, en fixe la date de cette façon :
« La Reine des villes (Constantinople) tomba aux mains des Latins le douzième jour du mois d’avril de la septième indiction de l’année 6712 (donc 1204 apr. J.-C.) (Magoulias (1984) p. 338). »

## Heures et jours

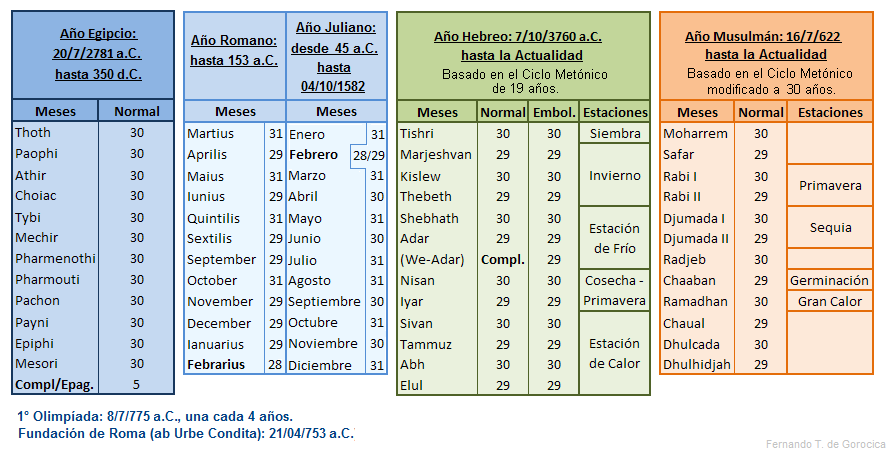
Comparaison entre les calendriers égyptien, julien, grégorien, hébreu et musulman.

Suivant l’antique coutume romaine, la journée byzantine était divisée en deux cycles de douze heures commençant et se terminant avec le coucher et le lever du soleil. La journée (nychthemeron) commençait ainsi à minuit et la première heure du jour (hemera) au lever du soleil. La troisième heure correspondait au milieu de la matinée, la sixième heure à midi et la neuvième heure au milieu de l’après-midi. Le soir (hespera) ou onzième heure débutait une heure avant le coucher du soleil (apodeipnon) qui était la première heure de la nuit. L’intervalle entre le coucher et le lever du soleil (nyx) était également divisé en douze heures correspondant aux douze « veilles » (vigiliae) romaines.
Mais alors que le calendrier romain, et donc païen, avait assigné une déité à chaque jour de la semaine, les Byzantins leur donnèrent un numéro d’ordre sauf pour le premier et les deux derniers jours qui reçurent une connotation chrétienne. Ainsi le premier jour était « le jour du Seigneur » (Kyriake), suivi par le « deutera » (lundi), « trite » (mardi), tetarte (mercredi), pempte (jeudi), paraskeve (jour de la préparation ou vendredi) et sabbaton (samedi).
L’Empire byzantin étant profondément religieux, chaque jour de la semaine était consacré à un évènement marquant la vie du Christ, de la Theotokos (« Celle qui porta Dieu » c.a.d. la Vierge Marie) ou des saints, dont la commémoration remplaça progressivement les festivités païennes. Le dimanche remplaça ainsi le jour du soleil et marquait la Résurrection du Christ. Le lundi remplaça la lune et était consacré aux anges. Le mardi remplaça le dieu Mars et rappelait saint Jean-Baptiste, le précurseur (prodromos) du Christ. Le mercredi remplaça Mercure et était consacré à la Vierge Marie. Le jeudi remplaça Jupiter et commémorait les apôtres. Le vendredi remplaça Vénus et rappelait la crucifixion du Christ, alors que le samedi jusqu’alors journée de Saturne devint la commémoration de tous les saints et croyants décédés.

## Chronologie de l’humanité selon le calendrier byzantin
Ci-dessous, AM est l'abréviation latine de Anno Mundi, année origine de l'ère byzantine :
- 1 AM = 5509 av. J.-C. / Création du monde
- 4755 AM = 753 av. J.-C. / Fondation de Rome
- 4841 AM = 667 av. J.-C. / Fondation de l’antique Byzance
- 5464 AM = 44 av. J.-C. / Assassinat de Jules César
- 5481 AM = 27 av. J.-C. / César Auguste devient le premier empereur de Rome
- vers 5504 AM = 4 av. J.-C / Naissance de Jésus
- vers 5538 AM = 30 apr. J.-C. / Crucifixion de Jésus-Christ
- 5838 AM = 330 apr. J.-C. / Constantinople devient la nouvelle capitale de l’Empire romain
- 5903 AM = 380 apr. J.-C. / Le christianisme devient la religion officielle de l’empire
- 6045 AM = 537 apr. J.-C. / Décret de Justinien obligeant à inclure l’indiction
- 6200 AM = 692 apr. J.-C. / Concile Quinisexte. Première apparition officielle de l’ère byzantine dans la datation
- 6496 AM = 988 apr. J.-C. / Utilisation officielle de l’ère byzantine par Basile II
- 6562 AM = 1054 apr. J.-C. / Date officielle du schisme entre les Églises d’Orient et d’Occident
- 6579 AM =1071 apr. J.-C. / Bataille de Manzikert, marquant le début du déclin de Byzance
- 6712 AM = 1204 apr. J.-C. / Sac de Constantinople par les croisés de la quatrième croisade
- 6769 AM = 1261 apr. J.-C. / Rétablissement de l’Empire byzantin par Michel Paléologue
- 6961 AM = 1453 apr. J.-C. / Chute de Constantinople aux mains de Mehmet II
- 7000 AM = 1492 apr. J.-C. / Mouvements millénaristes à Moscou marquant le 7000e anniversaire du calendrier liturgique
- 7018 AM = 1510 apr. J.-C. / Le moine Philotheus de Pskov dans une lettre au tsar parle de Moscou comme de la « Troisième Rome »
- 7338 AM = 1830 apr. J.-C. / La Grèce obtient son indépendance de l’Empire ottoman
- 7533 AM = 2024-2025 / Année en cours de l’ère byzantine, débutant le 1er septembre 2024 et s’étendant jusqu’au 31 août 2025.